# Морска цветница
Морска цветница (лат. Posidonia oceanica) је врста морске траве из реда alismatales, ова морска трава представља ендемску врсту за Медитеран. Морска цветница формира густе подводне ливаде са листовима који могу да досегну висину и до 1 m. Ова морска биљка је добро прилагођена животу у мору., искључиво је само распрострањена у Средоземном мору где је њена велика еколошка вредност угрожена због негативног утицаја људи. Морска цветница представља велики еколошки значај јер подводне ливаде које формира имају повољан утицај на живи свет мора. Tакође је од стране Унеска додата на листу светских баштина.

## Опис
Поседонија је цвјетница која живи у густим морским ливадама и пјесковитим дијеловима Медитеранског мора. Налази се на дубини од 1 до 35 метара. Подземни ризоми и коријење чврсто држе биљку за тло, а усправни ризоми и лишће смањују нагомилавање муља.
Листови морске цвјетнице су врпчастог облика и расту у гроздовима од 6 или 7 израстака. Просечна ширина лишћа износи око 10 милиметара. Листови су свијетле зелене боје, а старији примјерци током година попримају смеђе нијансе. Имају од 13 до 17 паралелних жила („вена“). Крај листа је заобљен. Због оштећења неријетки су случајеви да листу недостаје врх. Листови су распоређени по групама. Са спољашње стране налазе се млађи и зеленији листови који окружују старије и смеђе примјерке.
Стабљике ризома могу имати два облика. Један облик може да израсте и до 150 цм испод пијеска док се други облик издуже изнад пјесковитог тла. Све стабљике имају приближно исту дебљину од око 10 мм и усправног су облика.  Биљка има развијен и густ систем коријена. Биљка је често позната и као Нептунова трава.
Године 2006. велика клонска колонија морске цвјетнице откривена је јужно од острва Ибизе и простире се јужно од насеља Ла Савина и Ес Пујолс на острву Форментера, најмањем и најјужнијем острву архипелага Балеарска острва, које припада Шпанији. Колонија заузима површину од око осам километара и процјењује се да је стара око 100.000 година. Сматра се за једну од највећих и најстаријих клонских колонија на Земљи.

## Распрострањеност и станиште
Морска цветница је искључиво распрострањена у Средоземном мору, подводне ливаде које ове биљке формију могу се наћи на дубинама од 30 до 40 m. Највећа концетрација ових биљака је заступљена широм водених подручја шпанског архипелага Балеарска острва, на острвима као што су Ибиза, Форментера, Мајорка и Кабрера. Обично расту на пешчаном или шљунковитом морском дну, за оптимални раст ових биљака потребна им је бистра и чиста вода из тог разлога се у водама у којима су формиране густе ливаде ових биљака види значајан напредак у незагађености тог воденог екосистема. 1970-их истраживачи су запазили опадање у распрострањености ове врсте биљака у свету а узроци за то се углавном приписују негативном утицају људи. Ова биљка је веома остељива на негативне људске активности  као што су сидрење бродова, бацање хемијског отпада у водену средину и многе друге. Ефекат лоших утицаја који су проузроковани људском активношћу може довести до тога да се морске ливаде ових биљака у значајној мери смање.

## Таксономија
Род Posidonia oceanica назван је по Посејдону а ријеч „oceanica“ односи се на широку распрострањеност. Први ботанички опис ове врсте дао је ботаничар Карл Лине у свом најзначајнијем дјелу Systema Naturae, гдје је овај род назвао Zostera.
APG систем из  1998. и APG II систем из 2003. године прихватили су рок као јединствени у породици Posidoniaceae, која ову морску траву сврстава у ред Alismatales, односно у ред монокотиледоних биљака, који већином обухвата примитивне водене врсте. Ранији системи су овај род сврставали у породицу Posidoniaceae која припада реду Zosterales.

## Начин исхране и процес раста
Као и све друге биљке и ова врста има сличан начин за исхрану. Вертикални ризоми су им причвршћени за хоризонталне жиле од корена који се даље гранају и проширују, изданци ризома су дуги од 0,5 до 2 mm који углавном служе да одржавају спор хоризонтални развој и раст биљке, док се дужина жила од корена креће између 5 и 10 mm. Корен ове морске биљке је дебљине око 40 цм и разгранат је богатом мрежом, он представља јако битну улогу у исхрани морске цветнице јер причвршћује биљку за подлогу на којој живи и такође омогућава биљци да апсорбује хранљиве материје из земљишта, одакле се хранљиве материје даље преносе у ткиво за раст и листове и на тај начин морска цветница започиње процес раста. Листови морских цветница такође могу да и сами апсорбују хранљиве материје али њихова главна улога је да апсорбују угљен-диоксид из стабла.

## Секундарни метаболити
У данашњици се производи око 50 производа из Морске цвјетнице укључујући и природне феноле, деривате фенилметана, деривате фенилетана и друге.